# Irfan Fandi
Irfan Fandi (Singapur; 13 de agosto de 1997) es un futbolista de Singapur que juega en la posición de defensa central con el Port FC de la Liga de Tailandia desde el año 2024.

## Carrera

### Club
| Periodo   | Club                    |
| --------- | ----------------------- |
| 2014-2015 | AC Barnechea            |
| 2015      | CD Universidad Católica |
| 2015      | Young Lions FC          |
| 2016–2017 | Home United FC          |
| 2018      | Young Lions FC          |
| 2019–2024 | BG Pathum United FC     |
| 2024-     | Port FC                 |

### Selección nacional
A nivel de selecciones menores jugó para la selección sub-23 en 39 ocasiones y anotó ocho goles, y participó en dos ediciones de los Juegos del Sudeste Asiático ganando la medalla de plata en la edición de 2019. Debutó con Singapur el 11 de octubre de 2016 en la derrota por 0-2 ante Hong Kong en un partido amistoso.
Su primer gol internacional lo anotó el 10 de noviembre de 2017 en la derrota por 1-2 ante Turkmenistán en Asjabad por la clasificación para la Copa Asiática 2019. El 26 de marzo de 2022 ante Malasia Irfan juntó a sus hermanos Ikhsan y Ilhan, siendo la primera vez que los hermanos Fandi juegan en un mismo partido con Singapur. Fue la primera vez en la historia de Singapur había tres hermanos jugando con la selección nacional en un mismo partido. Singapur ganó 2–1 con gol de Ikhsan.

## Logros

### Club
- Thai League 1: 2020–21
- Thai League 2: 2019
- Thailand Champions Cup: 2021, 2022
- Thai League Cup: 2023–24
- Piala Presiden: 2025

#### ASEAN All-Stars
- Maybank Challenge Cup: 2025

### Selección nacional
- Merlion Cup: 2019

### Individual
- Equipo Ideal de la Thai League 1 en 2023.[12]
- ASEAN All-Stars: 2025